# Pecöl, Vas
Pecöl  este un sat în districtul Sárvár, județul Vas, Ungaria, având o populație de 823 de locuitori (2011). 

## Demografie
Componența etnică a satului Pecöl
     Maghiari (100%)
Componența confesională a satului Pecöl
     Romano-catolici (71,2%)
     Fără religie (3,04%)
     Reformați (2,19%)
     Luterani (1,34%)
     Necunoscută (21,75%)
     Atei (0,49%)
Conform recensământului din 2011, satul Pecöl avea 823 de locuitori. Din punct de vedere etnic, majoritatea locuitorilor (100,0%) erau maghiari.  Din punct de vedere confesional, majoritatea locuitorilor (71,2%) erau romano-catolici, existând și minorități de persoane fără religie (3,04%), reformați (2,19%) și luterani (1,34%). Pentru 21,75% din locuitori nu este cunoscută apartenența confesională.